# Longblaasje

Gaswisseling in de longblaasjes (alveoli)

Een pulmonaire alveolus of longblaasje is een alveolus in de longen. Longblaasjes zijn de uiteinden van de luchtpijptakjes waar de gaswisseling tijdens de ademhaling plaatsvindt. CO2 wordt er afgegeven aan de lucht en O2 wordt er opgenomen door het bloed. Ze bestaan uit alveolaire dekcellen en septale cellen. Er zijn drie hoofdtypen van cellen in de wand van het longblaasje, namelijk type I en type II longblaasjescellen (ook wel pneumocytes) en een fagocyt bekend als longblaasjesmacrofaag. 
|  |  |

Strotklepje (epiglottis) · Strottenhoofd (larynx) · Luchtpijp (trachea) · Luchtpijpvertakkingen (bronchi) · Bronchioli · Longblaasjes (alveolen) · Longen

Ademhaling · Stembanden